# Ombord på Fylgia
Ombord på Fylgia är en svensk dokumentärfilm från 1911. Filmen är inspelad ombord på Svenska flottans pansarkryssare HMS Fylgia och skildrar bland annat inspektionen av kojer och matservis, signalerings- och skjutövningar samt gymnastik och middagsvila. Den premiärvisades 19 december 1911 på Brunkebergsteatern i Stockholm och finns bevarad i Sveriges Televisions arkiv.